# Copa Mundial de Fútbol Playa FIFA 2025
La Copa Mundial de Fútbol Playa de FIFA de 2025 fue la 13.ª edición del torneo. Esta fue la primera vez que Seychelles albergo un torneo de la FIFA. Este fue también la primera edición del torneo que se celebró en África.
La selección de Brasil se coronó como campeona del certamen por séptima vez en la historia del evento al derrotar en la final a la selección de Bielorrusia.

## Candidaturas oficiales
El cronograma de licitación original para determinar los anfitriones fue el siguiente:
- 6 de octubre de 2021: la FIFA abre el proceso de licitación.
- 29 de octubre de 2021: fecha límite para que las asociaciones nacionales declaren su interés en albergar a la FIFA.
- 1 de noviembre de 2021: la FIFA distribuye documentos que detallan la campaña de solicitud y las condiciones de participación a las asociaciones candidatas para su análisis.
- 26 de noviembre de 2021: fecha límite para que las asociaciones reafirmen sus intenciones de licitación aceptando los términos de los documentos.
- 30 de enero de 2022: fecha límite para que las naciones preparen y envíen sus paquetes de candidatura completos para que la FIFA los evalúe.
- 31 de marzo de 2022: anfitriones anunciados por la FIFA.

El 8 de diciembre de 2021, la FIFA reveló que cinco asociaciones habían afirmado sus intenciones de candidatura.
- Baréin
- Colombia
- Seychelles
- Tailandia
- Emiratos Árabes Unidos

El 14 de febrero de 2022, la FIFA anunció que tres de las cinco asociaciones habían presentado ofertas hasta la etapa final del proceso, y Colombia y Tailandia se retiraron.
La confirmación de la concesión de los derechos de hospedaje debía anunciarse en la reunión del Consejo de la FIFA en Doha, Catar, el 31 de marzo de 2022. Sin embargo, no se hizo ningún anuncio; luego debía otorgarse en su reunión en Auckland, Nueva Zelanda, el 22 de octubre de 2022, pero en la reunión se anunció que la decisión se había aplazado nuevamente hasta una reunión posterior del Consejo. El 16 de diciembre de 2022, los Emiratos Árabes Unidos recibieron los derechos de sede para el torneo de 2023 y Seychelles para el torneo de 2025.

## Equipos participantes
En cursiva los equipos debutantes.
| Clasificatorias | Clasificatorias | Clasificatorias | Clasificatorias | Clasificatorias | Clasificatorias |
| --------------- | --------------- | --------------- | --------------- | --------------- | --------------- |
| AFC             | CAF             | Concacaf        | Conmebol        | UEFA            | OFC             |

| Equipos participantes | Equipos participantes | Equipos participantes | Equipos participantes |
| --------------------- | --------------------- | --------------------- | --------------------- |
| Bielorrusia           | España                | Japón                 | Portugal              |
| Brasil                | Guatemala             | Mauritania            | Senegal               |
| Chile                 | Irán                  | Omán                  | Seychelles            |
| El Salvador           | Italia                | Paraguay              | Tahití                |

## Sede
La sede es la misma estructura utilizada en la edición de 2024, transportada para ser reconstruida en la ciudad de Victoria.
| The Paradise Arena |
| Capacidad: 3.500   |

## Fase de grupos
- Los horarios corresponden a la hora de Seychelles (UTC+4)

### Grupo A
| Equipo      | Pts | PJ | PG | PG+ | PG++ | PP | GF | GC | Dif |
| ----------- | --- | -- | -- | --- | ---- | -- | -- | -- | --- |
| Bielorrusia | 9   | 3  | 3  | 0   | 0    | 0  | 24 | 9  | +13 |
| Japón       | 6   | 3  | 2  | 0   | 0    | 1  | 19 | 10 | +9  |
| Guatemala   | 3   | 3  | 1  | 0   | 0    | 2  | 9  | 21 | -12 |
| Seychelles  | 0   | 3  | 0  | 0   | 0    | 3  | 8  | 20 | -12 |

| 01 de mayo de 2025 | Guatemala                       | 2:6     | Japón                                                                  | Paradise Arena, Victoria                                   |                                                            |
| 15:00              | - Marroquin 2' - M. González 2' | Reporte | - Tsuboya 2', 35' - Matsuda 11' - Furusato 28' - Akaguma 29' - Ozu 32' | Asistencia: 1003 espectadores Árbitro(s): Özcan Sultanoğlu | Asistencia: 1003 espectadores Árbitro(s): Özcan Sultanoğlu |

| 01 de mayo de 2025 | Seychelles                                   | 3:6     | Bielorrusia                                                        | Paradise Arena, Victoria                                   |                                                            |
| 19:00              | - De Ketelaere 5' - Labrosse 21' - Amade 22' | Reporte | - Drozd 11', 14', 22' - Ryabko 15' - Bryshtel 32' - Chaikouski 35' | Asistencia: 3572 espectadores Árbitro(s): Gonzalo Carballo | Asistencia: 3572 espectadores Árbitro(s): Gonzalo Carballo |

| 03 de mayo de 2025 | Japón                                        | 3:6     | Bielorrusia                                                        | Paradise Arena, Victoria                              |                                                       |
| 15:00              | - De Ketelaere 5' - Labrosse 21' - Amade 22' | Reporte | - Drozd 11', 14', 22' - Ryabko 15' - Bryshtel 32' - Chaikouski 35' | Asistencia: 1041 espectadores Árbitro(s): Hamdi Bchir | Asistencia: 1041 espectadores Árbitro(s): Hamdi Bchir |

| 03 de mayo de 2025 | Seychelles                                 | 3:4     | Guatemala                      | Paradise Arena, Victoria                                    |                                                             |
| 19:00              | - Labrosse 4' - De Ketelaere 6' - Amade 9' | Reporte | - M. González 8', 9', 11', 25' | Asistencia: 3572 espectadores Árbitro(s): Fallah Al Balushi | Asistencia: 3572 espectadores Árbitro(s): Fallah Al Balushi |

| 05 de mayo de 2025 | Bielorrusia | 12:3    | Guatemala                                               | Paradise Arena, Victoria                                             |                                                                      |
| 15:00              | - A. Hapon 6' - A. Ryabko 12', 16', 32', 33' - I. Bryshtsel 14', 24', 27', 31' - U. Ustsinovich 20' - V. Bokach 22', 26' | Reporte | - P. Crocker 27' - E. Montepegue 28' - B. Marroquin 30' | Asistencia: 795 espectadores Árbitro(s): Aurélien Planchais-Godefroy | Asistencia: 795 espectadores Árbitro(s): Aurélien Planchais-Godefroy |

| 05 de mayo de 2025 | Japón | 10:2    | Seychelles      | Paradise Arena, Victoria                                    |                                                             |
| 19:00              | - Oba 10', 26' - Akaguma 12', 14', 17', 34' - Eguro 19' - Tsuboya 19' - Matsumoto 23' (pen.) - Suzuki 24' | Reporte | - Bibi 11', 16' | Asistencia: 3572 espectadores Árbitro(s): Saverio Bootalico | Asistencia: 3572 espectadores Árbitro(s): Saverio Bootalico |

### Grupo B
| Equipo     | Pts | PJ | PG | PG+ | PG++ | PP | GF | GC | Dif |
| ---------- | --- | -- | -- | --- | ---- | -- | -- | -- | --- |
| Portugal   | 9   | 3  | 3  | 0   | 0    | 0  | 26 | 18 | +8  |
| Irán       | 6   | 3  | 2  | 0   | 0    | 1  | 15 | 12 | +3  |
| Paraguay   | 3   | 3  | 1  | 0   | 0    | 2  | 19 | 21 | -2  |
| Mauritania | 0   | 3  | 0  | 0   | 0    | 3  | 13 | 22 | -9  |

| 01 de mayo de 2025 | Mauritania                          | 4:5     | Irán                                                            | Paradise Arena, Victoria                                  |                                                           |
| 16:30              | - Belkheir 9', 20', 35' - Bilal 33' | Reporte | - Mirshekari 5' - Mohammadpour 7' - Shir 9' - Mokhtari 12', 16' | Asistencia: 1272 espectadores Árbitro(s): Vitalij Gomolko | Asistencia: 1272 espectadores Árbitro(s): Vitalij Gomolko |

| 01 de mayo de 2025 | Portugal | 11:9    | Paraguay | Paradise Arena, Victoria                                |                                                         |
| 20:30              | - Coimbra 2' - Brilhante 4' - Pintado 4', 16', 27' - Lourenço 9', 14' - L. Martins 16' (pen.) - B. Martins 25', 27', 31' (pen.) | Reporte | - Carballo 4' - V. Benítez 10' - Y. Rolón 19' - N. Medina 29' - Barrios 33', 34' - J. Rolón 33' - Martínez 36', 36' | Asistencia: 2825 espectadores Árbitro(s): Yuichi Hatano | Asistencia: 2825 espectadores Árbitro(s): Yuichi Hatano |

| 03 de mayo de 2025 | Paraguay        | 1:5     | Irán                                                                  | Paradise Arena, Victoria                                   |                                                            |
| 16:30              | - M. Medina 20' | Reporte | - Mohammadpour 2' - Mirjalili 4' - Nazem 23' - Shir 30' - Masoumi 36' | Asistencia: 1237 espectadores Árbitro(s): Vladimir Tashkov | Asistencia: 1237 espectadores Árbitro(s): Vladimir Tashkov |

| 03 de mayo de 2025 | Mauritania                                        | 4:8     | Portugal                            | Paradise Arena, Victoria                                              |                                                                       |
| 20:30              | - A. Bilal 12' - H. Salem 22', 35' - Belkheir 36' | Reporte | - P. Mano 6' - Tim 11' - Jordan 14' | Asistencia: 3319 espectadores Árbitro(s): Aurélien Planchais-Godefroy | Asistencia: 3319 espectadores Árbitro(s): Aurélien Planchais-Godefroy |

| 05 de mayo de 2025 | Irán                                                               | 5:7     | Portugal                                                                                  | Paradise Arena, Victoria                               |                                                        |
| 16:30              | - Nazarzadeh 3', 33' - Amiri 11' - Mokhtari 26' - Mohammadpour 33' | Reporte | - Lourenço 10', 18' - Coimbra 15' - Jordan 15' - B. Martins 20', 25' - Pintado 30' (pen.) | Asistencia: 3289 espectadores Árbitro(s): Mariano Romo | Asistencia: 3289 espectadores Árbitro(s): Mariano Romo |

| 05 de mayo de 2025 | Paraguay | 9:5     | Mauritania                                       | Paradise Arena, Victoria                                  |                                                           |
| 20:30              | - Ovelár 4' - V. Benítez 5', 34' - N. Medina 21', 32' - M. Medina 25' - Martínez 28' - J. Benítez 29' (pen.) - Barrios 35' | Reporte | - Bilal 4' - Belkheir 12', 18', 34' - Diallo 27' | Asistencia: 1006 espectadores Árbitro(s): Alejandro Ojaos | Asistencia: 1006 espectadores Árbitro(s): Alejandro Ojaos |

### Grupo C
| Equipo  | Pts | PJ | PG | PG+ | PG++ | PP | GF | GC | Dif |
| ------- | --- | -- | -- | --- | ---- | -- | -- | -- | --- |
| Senegal | 9   | 3  | 3  | 0   | 0    | 0  | 17 | 7  | +10 |
| España  | 6   | 3  | 2  | 0   | 0    | 1  | 13 | 9  | +4  |
| Chile   | 3   | 3  | 1  | 0   | 0    | 2  | 12 | 17 | -5  |
| Tahití  | 0   | 3  | 0  | 0   | 0    | 3  | 12 | 21 | -9  |

| 02 de mayo de 2025 | Chile                                                                               | 7:6     | Tahití                                                     | Paradise Arena, Victoria                                     |                                                              |
| 16:30              | - Albuerno 3' - San Martin 8' - Tobar 15' - Durán 18' - Opazo 22', 34' - Bacian 23' | Reporte | - Salem 4', 7', 17' - Tinirauarii 18', 35' - Terorotua 35' | Asistencia: 958 espectadores Árbitro(s): Ramadhani Ndayisaba | Asistencia: 958 espectadores Árbitro(s): Ramadhani Ndayisaba |

| 02 de mayo de 2025 | España      | 1:4     | Senegal                                        | Paradise Arena, Victoria                                  |                                                           |
| 20:30              | - Mayor 31' | Reporte | - Thiaw 2' - Ndiaye 13' - Fall 26' - Sylla 31' | Asistencia: 3373 espectadores Árbitro(s): Aecio Fernández | Asistencia: 3373 espectadores Árbitro(s): Aecio Fernández |

| 04 de mayo de 2025 | Tahití                                  | 3:6     | Senegal                                                    | Paradise Arena, Victoria                                  |                                                           |
| 16:30              | - Taiarui 7' - Chan-Kat 12' - Paama 14' | Reporte | - Sylla 3', 33' - Diagne 19', 35' - Gadiaga 23' - Faye 29' | Asistencia: 2018 espectadores Árbitro(s): Vitalij Gomolko | Asistencia: 2018 espectadores Árbitro(s): Vitalij Gomolko |

| 04 de mayo de 2025 | España                                 | 4:2     | Chile                       | Paradise Arena, Victoria                              |                                                       |
| 20:30              | - Batis 4', 28' - Chiky 6' - Kuman 10' | Reporte | - San Martin 6' - Araya 36' | Asistencia: 3355 espectadores Árbitro(s): Jorge Moran | Asistencia: 3355 espectadores Árbitro(s): Jorge Moran |

| 06 de mayo de 2025 | Senegal                                                              | 7:3     | Chile                             | Paradise Arena, Victoria                                   |                                                            |
| 16:30              | - Diagne 2', 21' - Fall 8', 17' - Diatta 14', 35' - Thiaw 33' (pen.) | Reporte | - Tobar 15', 33' - San Martin 34' | Asistencia: 1787 espectadores Árbitro(s): Vladimir Tashkov | Asistencia: 1787 espectadores Árbitro(s): Vladimir Tashkov |

| 06 de mayo de 2025 | Tahití                                                  | 3:8     | España                                                                                 | Paradise Arena, Victoria                              |                                                       |
| 20:30              | - Tinirauarii 20' (pen.) - Chiky 21' (a.g.) - Salem 36' | Reporte | - Ramy 23', 27' - D. Ardil 19' - Batis 20', 29' - Juanmi 21' - Chiky 21' - Galindo 36' | Asistencia: 3307 espectadores Árbitro(s): Jorge Gómez | Asistencia: 3307 espectadores Árbitro(s): Jorge Gómez |

### Grupo D
| Equipo      | Pts | PJ | PG | PG+ | PG++ | PP | GF | GC | Dif |
| ----------- | --- | -- | -- | --- | ---- | -- | -- | -- | --- |
| Brasil      | 9   | 3  | 3  | 0   | 0    | 0  | 16 | 3  | +13 |
| Italia      | 6   | 3  | 2  | 0   | 0    | 1  | 13 | 6  | +7  |
| Omán        | 1   | 3  | 0  | 0   | 1    | 2  | 9  | 22 | -13 |
| El Salvador | 0   | 3  | 0  | 0   | 0    | 3  | 5  | 12 | -7  |

| 02 de mayo de 2025 | Italia                                                                                  | 7:4     | Omán                                                        | Paradise Arena, Victoria                              |                                                       |
| 15:00              | - Fazzini 1' - Zurlo 5' - Bertacca 17' - Genovali 19' - Remedi 30' - Josep Jr. 31', 32' | Reporte | - Al Bulushi 9' - Al Muraiki 10', 31' - Musa. Al Araimi 24' | Asistencia: 802 espectadores Árbitro(s): Mariano Romo | Asistencia: 802 espectadores Árbitro(s): Mariano Romo |

| 02 de mayo de 2025 | Brasil                                 | 3:1     | El Salvador | Paradise Arena, Victoria                                   |                                                            |
| 19:00              | - Rodrigo 6' - Thanger 27' - Lucao 29' | Reporte | - Ramos 13' | Asistencia: 3184 espectadores Árbitro(s): Ibrahim Alraeesi | Asistencia: 3184 espectadores Árbitro(s): Ibrahim Alraeesi |

| 04 de mayo de 2025 | Omán                                                                                                 | 4:4 (t. s.)(7:6 p.)        | El Salvador                                                 | Paradise Arena, Victoria                                |                                                         |
| 15:00              | - Musa. Al Araimi 1' - Al Muraiki 20' (pen.) - S. Al Oraimi 30' - Al Bulushi 34'                     | Reporte                    | - Cerna 8' - Batres 18' - Castro 24' (pen.) - Frank 30'     | Asistencia: 1449 espectadores Árbitro(s): Sérgio Soares | Asistencia: 1449 espectadores Árbitro(s): Sérgio Soares |
|                    | | Tiros desde el punto penal |                                                             |                                                         |                                                         |
|                    | - Al Zadjali - A. Al Owaisi - Musa. Al Araimi - Al Muraiki - Mush. Al Araimi - Al Bulushi - Al Sauti |                            | - Frank - Ruiz - Ramos - Castro - Gonzalez - Cerna - Robles |                                                         |                                                         |

| 04 de mayo de 2025 | Brasil                | 2:1     | Italia        | Paradise Arena, Victoria                                   |                                                            |
| 19:00              | - Mauricinho 11', 33' | Reporte | - Fazzini 14' | Asistencia: 3572 espectadores Árbitro(s): Lukasz Ostrowski | Asistencia: 3572 espectadores Árbitro(s): Lukasz Ostrowski |

| 06 de mayo de 2025 | El Salvador | 0:5     | Italia                                                                      | Paradise Arena, Victoria                                |                                                         |
| 15:00              |             | Reporte | - Genovali 9', 21' (pen.) - Bertacca 12' - Josep Jr. 24' (pen.) - Zurlo 30' | Asistencia: 1318 espectadores Árbitro(s): Nayim Kosimov | Asistencia: 1318 espectadores Árbitro(s): Nayim Kosimov |

| 06 de mayo de 2025 | Omán             | 1:11    | Brasil | Paradise Arena, Victoria                               |                                                        |
| 19:00              | - Al Bulushi 33' | Reporte | - Edson Hulk 2' - Rodrigo 2' - Thanger 4' - Brendo 10', 30' - Benjamin Jr. 25', 36' - Catarino 25', 34', 36' - Mauricinho 35' | Asistencia: 3484 espectadores Árbitro(s): Juan Angeles | Asistencia: 3484 espectadores Árbitro(s): Juan Angeles |

## Segunda fase

### Cuadro final
|  | Cuartos de final | Cuartos de final | Cuartos de final |         |             | Semifinales | Semifinales | Semifinales |         |                              | Final                        | Final                        | Final |  |
|  |                  |                  |                  |         |             |             |             |             |         |                              |                              |                              |       |  |
|  |                  |                  |                  |         |             |             |             |             |         |                              |                              |                              |       |  |
|  | Bielorrusia      | Bielorrusia      | 4                |         |             |             |             |             |         |                              |                              |                              |       |  |
|  | Bielorrusia      | Bielorrusia      | 4                |         |             |             |             |             |         |                              |                              |                              |       |  |
|  | Irán             | Irán             | 3                |         |             |             |             |             |         |                              |                              |                              |       |  |
|  | Irán             | Irán             | 3                |         | Bielorrusia | Bielorrusia | 5           |             |         |                              |                              |                              |       |  |
|  |                  |                  |                  |         | Bielorrusia | Bielorrusia | 5           |             |         |                              |                              |                              |       |  |
|  |                  |                  | Senegal          | Senegal | 2           |             |             |             |         |                              |                              |                              |       |  |
|  | Senegal (t.s.)   | Senegal (t.s.)   | Senegal          | Senegal | 2           | 4           |             |             |         |                              |                              |                              |       |  |
|  | Senegal (t.s.)   | Senegal (t.s.)   |                  |         |             |             |             |             |         |                              |                              |                              |       |  |
|  | Italia           | Italia           | 3                |         |             |             |             |             |         |                              |                              |                              |       |  |
|  | Italia           | Italia           | 3                |         |             |             |             |             |         | Bielorrusia                  | Bielorrusia                  | 3                            |       |  |
|  |                  |                  |                  |         |             |             |             |             |         | Bielorrusia                  | Bielorrusia                  | 3                            |       |  |
|  |                  |                  | Brasil           | Brasil  | 4           |             |             |             |         |                              |                              |                              |       |  |
|  | Portugal         | Portugal         | Brasil           | Brasil  | 4           | 7           |             |             |         |                              |                              |                              |       |  |
|  | Portugal         | Portugal         |                  |         |             |             |             |             |         |                              |                              |                              |       |  |
|  | Japón            | Japón            | 6                |         |             |             |             |             |         |                              |                              |                              |       |  |
|  | Japón            | Japón            | 6                |         | Portugal    | Portugal    | 2           |             |         | Partido por el tercer puesto | Partido por el tercer puesto | Partido por el tercer puesto |       |  |
|  |                  |                  |                  |         | Portugal    | Portugal    | 2           |             |         | Partido por el tercer puesto | Partido por el tercer puesto | Partido por el tercer puesto |       |  |
|  |                  |                  | Brasil           | Brasil  | 4           |             |             |             |         |                              |                              |                              |       |  |
|  | Brasil           | Brasil           | Brasil           | Brasil  | 4           | 6           |             |             | Senegal | Senegal                      | 2                            |                              |       |  |
|  | Brasil           | Brasil           |                  |         |             |             |             |             | Senegal | Senegal                      | 2                            |                              |       |  |
|  | España           | España           | 0                |         |             |             |             |             |         |                              | Portugal                     | Portugal                     | 3     |  |
|  | España           | España           | 0                |         |             |             |             |             |         |                              | Portugal                     | Portugal                     | 3     |  |
|  |                  |                  |                  |         |             |             |             |             |         |                              |                              |                              |       |  |

### Cuartos de final
| 08 de mayo de 2025 | Bielorrusia                                              | 4:3     | Irán                                  | Paradise Arena, Victoria                                |                                                         |
| 08:00              | - Bryshtel 18' (pen.), 27' - Hardzetski 27' - Ryabko 29' | Reporte | - Masoumi 12', 32' - Mohammadpour 36' | Asistencia: 1512 espectadores Árbitro(s): Sergio Soares | Asistencia: 1512 espectadores Árbitro(s): Sergio Soares |

| 08 de mayo de 2025 | Portugal                                                                 | 7:6     | Japón                                                          | Paradise Arena, Victoria                                   |                                                            |
| 09:30              | - Jordan 3', 30', 34' - Pintado 7', 35' - Brilhante 24' - B. Martins 26' | Reporte | - Suzuki 6' - Oba 18' - Matsuda 28' - Kawai 30' - Ozu 30', 34' | Asistencia: 2442 espectadores Árbitro(s): Vladimir Tashkov | Asistencia: 2442 espectadores Árbitro(s): Vladimir Tashkov |

| 08 de mayo de 2025 | Senegal                                        | 4:3 (t. s.) | Italia                    | Paradise Arena, Victoria                               |                                                        |
| 12:00              | - Diagne 1', 39' - Thiaw 20' (pen.) - Faye 26' | Reporte     | - Fazzini 15' - Zurlo 18' | Asistencia: 3120 espectadores Árbitro(s): Mariano Romo | Asistencia: 3120 espectadores Árbitro(s): Mariano Romo |

| 08 de mayo de 2025 | Brasil                                                                       | 6:0     | España | Paradise Arena, Victoria                                   |                                                            |
| 13:30              | - Rodrigo 5', 6' - Benjamin Jr. 14' - Catarino 33' - Teleco 35' - Filipe 36' | Reporte |        | Asistencia: 3572 espectadores Árbitro(s): Gonzalo Carballo | Asistencia: 3572 espectadores Árbitro(s): Gonzalo Carballo |

### Semifinales
| 10 de mayo de 2025 | Bielorrusia                                                | 5:2     | Senegal                | Paradise Arena, Victoria  |                           |
| 11:00              | - Avgustov 3' - Bryshtel 15', 24' - Hapon 16' - Bokach 35' | Reporte | - Fall 9' - Diagne 27' | Árbitro(s): Yuichi Hatano | Árbitro(s): Yuichi Hatano |

| 10 de mayo de 2025 | Portugal                     | 2:4     | Brasil                                                  | Paradise Arena, Victoria     |                              |
| 12:30              | - B. Lopes 8' - Lourenço 19' | Reporte | - Thanger 13' - Filipe 16' - Rodrigo 28' - Catarino 32' | Árbitro(s): Gonzalo Carballo | Árbitro(s): Gonzalo Carballo |

### Tercer puesto
| 11 de mayo de 2025 | Senegal                | 2:3     | Portugal                                                 | Paradise Arena, Victoria                               |                                                        |
| 11:00              | - Diatta 3' - Fall 31' | Reporte | - Gadiaga 26' (a.g.) - Coimbra 32' - Lourenço 34' (pen.) | Asistencia: 3480 espectadores Árbitro(s): Mariano Romo | Asistencia: 3480 espectadores Árbitro(s): Mariano Romo |

### Final
| 11 de mayo de 2025 | Bielorrusia                      | 3:4     | Brasil                                       | Paradise Arena, Victoria                                  |                                                           |
| 12:30              | - Novikau 7' - Bryshtel 29', 30' | Reporte | - Lucão 2' - Rodrigo 13', 35' - Catarino 13' | Asistencia: 3572 espectadores Árbitro(s): Aecio Fernández | Asistencia: 3572 espectadores Árbitro(s): Aecio Fernández |

|                           |
| Bandera de Brasil         |
| Campeón Brasil 7.º título |

## Tabla general
| Equipo | Equipo      | Pts | PJ | PG | PG+ | PG++ | PP | GF | GC | Dif | Rend  |
| ------ | ----------- | --- | -- | -- | --- | ---- | -- | -- | -- | --- | ----- |
| 1      | Brasil      | 18  | 6  | 6  | 0   | 0    | 0  | 30 | 8  | +22 | 100%  |
| 2      | Bielorrusia | 15  | 6  | 5  | 0   | 0    | 1  | 36 | 18 | +18 | 83,3% |
| 3      | Portugal    | 15  | 6  | 5  | 0   | 0    | 1  | 38 | 30 | +8  | 83,3% |
| 4      | Senegal     | 10  | 6  | 3  | 1   | 0    | 2  | 25 | 18 | +7  | 66,6% |
| 5      | Japón       | 6   | 3  | 2  | 0   | 0    | 2  | 25 | 17 | +8  | 50%   |
| 6      | Italia      | 6   | 3  | 2  | 0   | 0    | 2  | 16 | 10 | +6  | 50%   |
| 7      | Irán        | 6   | 3  | 2  | 0   | 0    | 2  | 18 | 16 | +2  | 50%   |
| 8      | España      | 6   | 3  | 2  | 0   | 0    | 2  | 13 | 15 | -2  | 50%   |
| 9      | Paraguay    | 3   | 3  | 1  | 0   | 0    | 2  | 19 | 21 | -2  | 33,3% |
| 10     | Chile       | 3   | 3  | 1  | 0   | 0    | 2  | 12 | 17 | -5  | 33,3% |
| 11     | Guatemala   | 3   | 3  | 1  | 0   | 0    | 2  | 9  | 21 | -12 | 33,3% |
| 12     | Omán        | 1   | 3  | 0  | 0   | 1    | 2  | 9  | 22 | -13 | 11,1% |
| 13     | El Salvador | 0   | 3  | 0  | 0   | 0    | 3  | 5  | 12 | -7  | 0%    |
| 14     | Mauritania  | 0   | 3  | 0  | 0   | 0    | 3  | 13 | 22 | -9  | 0%    |
| 15     | Tahití      | 0   | 3  | 0  | 0   | 0    | 3  | 12 | 21 | -9  | 0%    |
| 16     | Seychelles  | 0   | 3  | 0  | 0   | 0    | 3  | 8  | 20 | -12 | 0%    |

## Goleadores
11 goles
- Ihar Bryshtel

8 goles
- André Lourenço

7 goles
- Rodrigo
- Cheikh Belkheir
- Miguel Pintado

## Símbolos y mercadeo

### Logotipo
El emblema oficial y la identidad de la marca se dieron a conocer el 3 de mayo de 2024 en el Kempinski Seychelles Resort. El 3 de diciembre de 2024 se reveló el póster oficial.

### Balón oficial
El balón oficial del partido es el Adidas CNXT25 PRO BCH.

### Canción
El 3 de abril, se reveló la canción oficial titulada "Boom SE SE", del cual la FIFA estrenó. La canción es interpretada por dos artistas populares en el territorio seyechelense siendo Elijah Seychelles y Taniah del cual al día siguiente, fue presentada en el sorteo oficial del evento.

### Mascota
El 7 de marzo de 2025, se reveló la mascota: una tortuga amante del fútbol llamada Tikay. La mascota rinde homenaje a la esencia de la primera edición de la competición, celebrada en África. Su nombre proviene de la palabra francesa "petit", que significa pequeño, y de la palabra criolla seychelense abreviada para "escamas". La pequeña y apasionada tortuga nació entre las finas dunas de arena blanca de Seychelles, representando las hermosas playas, la cultura y la biodiversidad del país más pequeño de África, así como las aguas cristalinas que lo rodean. Su debut tuvo lugar en la playa de Beau Vallon, donde estuvo presente el presidente del país, Wavel Ramkalawan. Más de 40 niños, entrenadores y miembros de la selección nacional de fútbol playa de Seychelles participaron en una actividad de fútbol playa para promover este deporte entre la juventud local.

## Derechos de transmisión
- Chile: Chilevisión
- Colombia: Caracol Televisión, Canal RCN
- El Salvador: Canal 4
- Guatemala: Canal 11[11]
- Paraguay: GEN, Paraguay TV, Popu TV